# Aniko
Aniko, Araniko či Anige (nepálsky अरनिको, čínsky pchin-jinem Anige, znaky 阿尼哥; 1245 – 11. března 1306) byl malíř, sochař, stavitel a mnich královského původu z údolí Káthmándú.
V roce 1261 odešel s několika desítkami dalších umělců z Nepálu do Tibetu na pozvání Čhögjala Phagpy, lámy buddhistické školy Sakjapa, aby na přání císaře Kublaje vybudovali zlatou stúpu. Zde se stal Phagpovým učedníkem a na jeho doporučení později působil na dvoře Kublaje, kde se mu dostalo velkého uznání. Pod jeho dohledem začala v roce 1271 přestavba pekingského chrámu Miao-jing s’ a byla v něm vybudována bílá stúpa (paj-tcha) v tibetském stylu. Je mu také připisováno autorství dvou dochovaných portrétů Kublaje a jeho manželky Čabi. Kublajův následník Temür jej pověřil výzdobou několika nových chrámů. Zemřel po krátké nemoci v březnu 1306, jeho popel byl uložen ve stúpě nedaleko Pekingu. Podle jeho epitafu vybudoval celkem tři stúpy, devět buddhistických chrámů, dvě konfuciánské svatyně a taoistický chrám.
V roce 1955 byl prohlášen za národního hrdinu Nepálu. Jeho jméno nese nepálská dálnice, která spojuje hlavní město Káthmándú s vesnicí Kodarí na hranici s Čínou, odkud pokračuje do Lhasy a dál na východ do Šanghaje jako dálnice G318.

## Galerie

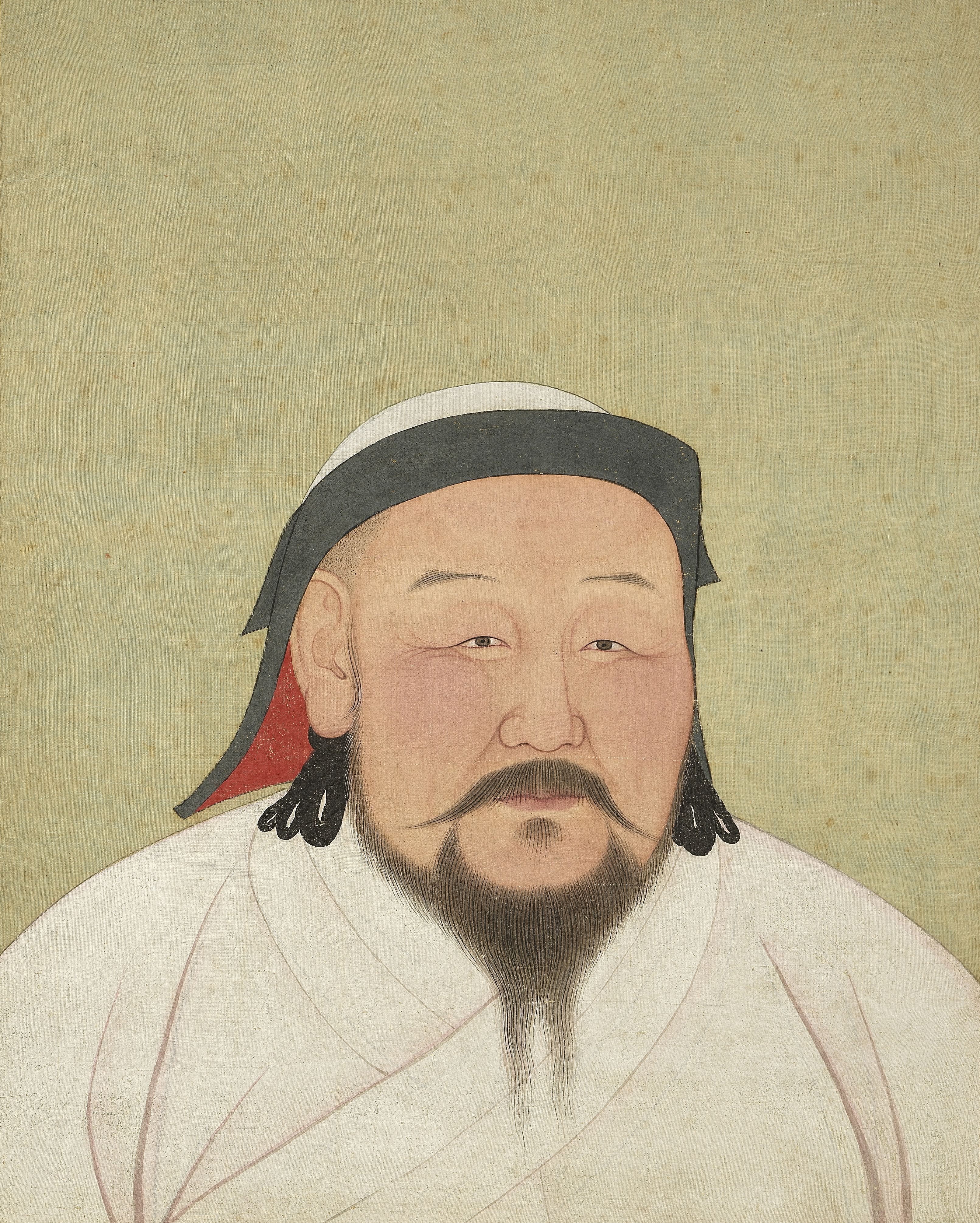
Posmrtný portrét Kublaj-chána
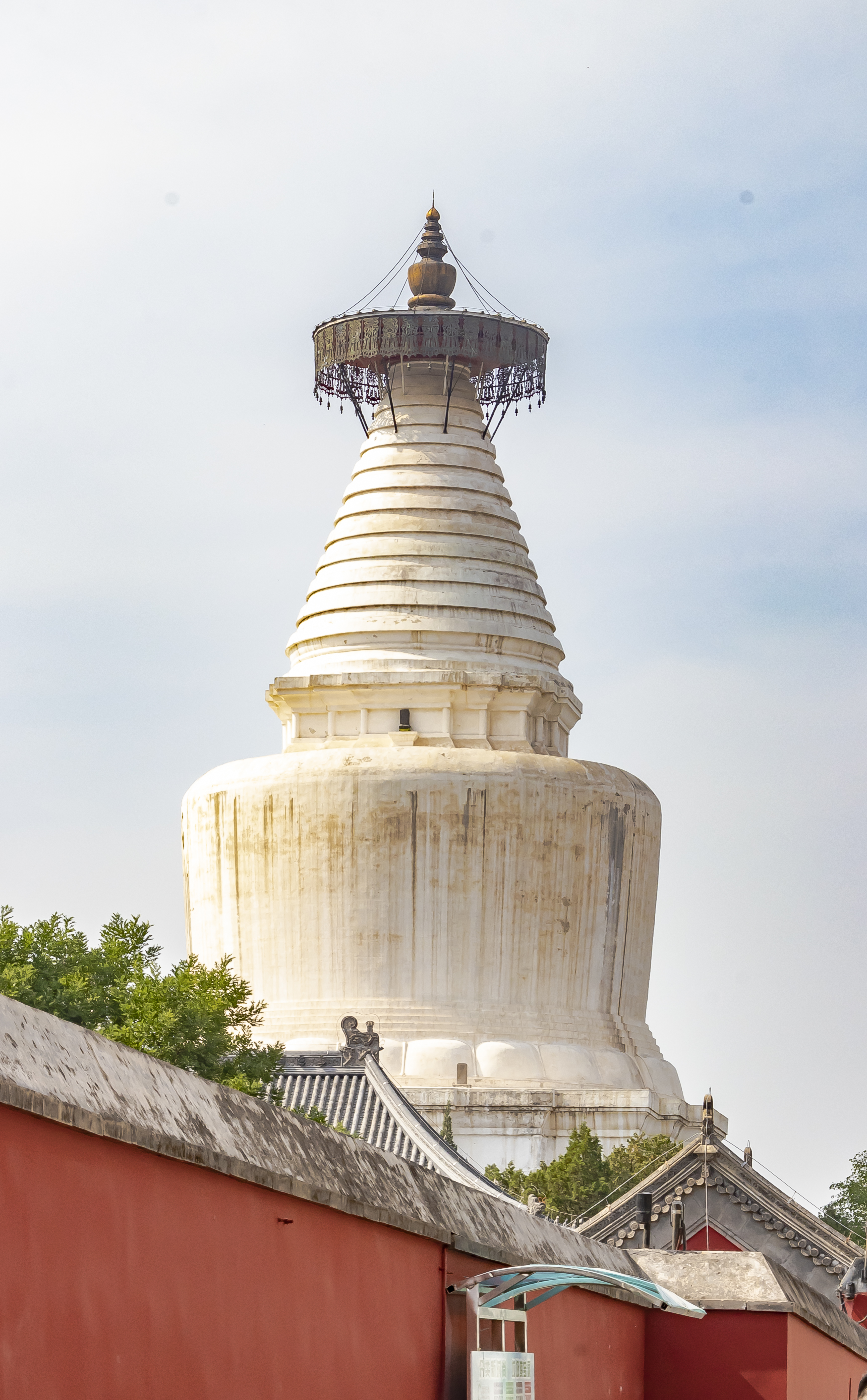
Bílá stúpa/pagoda v chrámu Miao-jing s’
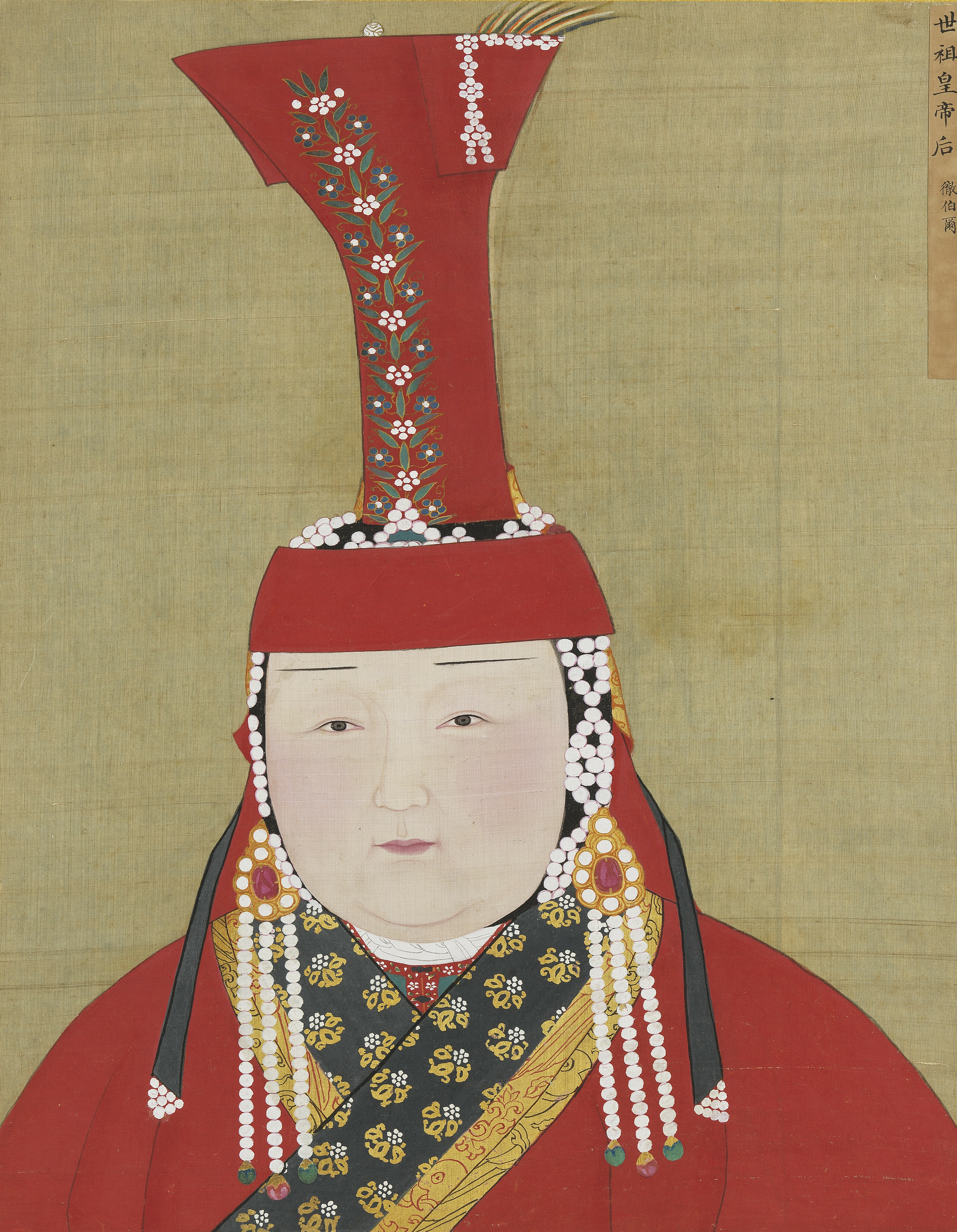
Portrét císařovny Čabi